# Charlie Hunter
Charlie Hunter (Rhode Island, 23 de Maio de 1967) é um músico e compositor norte-americano.

## Biografia
Charlie Hunter nasceu no estado de Rhode Island. Quando tinha apenas quatro anos sua mãe o pegou de um ônibus escolar junto com sua irmã mais nova, e se mudaram para o oeste. Após viver alguns anos no condado de Mendocino se mudaram para Berkeley, na Califórnia.
Hunter se formou na Berkeley High School e teve aulas de guitarra com Joe Satriani. Aos 18 anos se mudou para Paris. Ao retornar aos Estados Unidos, Charlie passou a tocar guitarra de sete cordas e orgão na banda de rap de Michael Franti, e na banda The Disposable Heroes of Hiphoprisy. Em 1992 a banda abriu o show da turnê Zoo Tv Tour do U2.
Desde a formação de seu grupo, Charlie Hunter Trio (que inclui Dave Ellis no sax e Jay Lane na bateria), em 1993, Charlie Hunter gravou 17 álbuns. É co-fundador do grupo Garage A Trois, banda de jazz fusion com Stanton Moore e Skerik e, também, ajuda Bobby Previte em um projeto intitulado, Groundtruther. Em 2006, Hunter gravou e saiu turnê com a banda de Previte, The Coalition of the Willing.
Hunter tocou com o aclamado baixista de jazz Christian McBride, no disco Christian McBride's Live at Tonic. Tanto com Christian McBride, como com a The Coalition of the Willing, Hunter tocou uma guitarra de 6 cordas.
Charlie também tocou na banda TJ Kirk durante os anos 1990. A banda mesclava músicas de Thelonious Monk, James Brown e Rahsaan Roland Kirk. O grupo era formado por Will Bernard (guitarra), John Schott (guitarra), Charlie Hunter (guitarra de 8 cordas) e Scott Amendola (bateria) e lançaram três álbuns: TJ Kirk (1995), If Four Was One (1996) e Only Makes it Worse, lançado em 2005.
Em 2007, Charlie saiu em turnê com o trio formado por ele, o tecladista nova iorquino, Erik Deutsch e o baterista Simon Lott. Em julho daquele ano gravaram o disco Mistico.
Em 2008, Hunter lançou seu primeiro álbum solo, Baboon Strength, que contou com a participação do tecladista, Erik Deutch e do baterista, Tony Mason. O guitarrista voltou ao estúdio para gravar novamente no final do ano passado, com o baterista Eric Kalb.
Ainda em 2008 o clarinetista e compositor, Ben Goldberg criou o projeto, Go Home, e convidou Charlie para assumir a guitarra, Ron Miles o trompete, e Scott Amendola a bateria. O funky alternado, bonito, espaçoso e pronfundo, apresneta composição de todos os músicos envolvidos.
Hunter também foi membro do Independent Music Awards, que apoia artistas independentes.
Todos os shows de Charlie Hunter podem ser vistos e baixados de graça pela internet em diferentes formatos.

## Equipamentos
Geralmente, Charlie toca em uma guitarra de 7 cordas feita por Jeff Traugott e uma guitarra de 8 cordas, feita pelo luthier, Ralph Novak da Novax Guitars.
Sua atual guitarra tem as cinco primeiras cordas de uma guitarra convencional (eBGDA), e as três últimas cordas são de baixo (afinadas em EAD). Utiliza uma caixa Leslie Hughes & Kettner Tube Rotosphere que traz um estilo único, capaz de produzir um som similar ao dos orgãos Hammond - som esse que Hunter procura imitar.
Em 2006, Charlie reformou a antiga guitarra de 8 cordas e a passou para 7 cordas. Ele alegou que a mudança ocorreu por conta de suas mãos pequenas que não utilizavam uma das cordas, ou seja, não o ajudava tê-la ali.
Com a retirada desta 8º corda, Hunter mudou a afinação das cordas (meio tom abaixo), assim, as cordas de baixo passaram para F-A#-D# e as da guitarra para A#-D#-G#-C. Com isso, uma mudança no som da guitarra de Hunter aconteceu. O som similar ao dos orgãos ficou de lado para aparecer um estilo mais voltado ao blues, com mais distorção. Em 2008, ele alterou novamente a finação das cordas, passando para G-C-F, para as cordas de baixo e C-F-A#-D, para as cordas de guitarra.

## Curiosidades
- Normalmente, Charlie Hunter toca com a pianista e cantora norte americana, Norah Jones.
- Sean Westergaard, crítico de música, descreve a técnica de Hunter como "incompreensível…ele é um improvisador ágil que com um ouvido sensível para acetar as notas, e ao lado de grandes músicos fazem música de qualidade com prazer, e não para se mostrar."
- Charlie Hunter contribui com três músicas para o álbum Vodoo (2000), do músico D´Angelo, incluindo "The Root". Segundo Hunter, a gravação desta música foi a sessão mais desafiadora que ele já teve.

## Discografia
1993 - Charlie Hunter Trio - Prawn Song
1995 - Bing, Bing, Bing! - Blue Note
1996 - Ready, Set…Shango! - Blue Note
1997 - Natty Dread - Blue Note
1998 - Return of the Candyman - Blue Note
1998 - All Kooked Out! (Stanton Moore) - Fog City
1999 - Duo - Blue Note
1999 - Mysteryfunk (Garage a Trois) - Fog City
2000 - Voodoo (D'Angelo) – Cheeba Sound
2000 - Charlie Hunter - Blue Note
2000 - Solo Eight-String Guitar - Contra Punto
2001 - Songs from the Analog Playground - Blue Note
2003 - Emphasizer (Garage a Trois) - Tone-Cool
2003 - Right Now Move - Ropeadope
2003 - Come In Red Dog, This is Tango Leader (with Bobby Previte) - Ropeadope
2004 - Friends Seen and Unseen - Ropeadope
2004 - Latitude (Groundtruther) - Thirsty Ear
2005 - Steady Groovin' - Blue Note
2005 - Longitude (Groundtruther) - Thirsty Ear
2005 - Outre Mer (Garage a Trois) - Telarc
2005 - Earth Tones (with Chinna Smith and Ernest Ranglin) - Green Street
2006 - The Coalition of the Willing (Bobby Previte) - Ropeadope
2006 - Live at Tonic (Christian McBride) - Ropeadope
2006 - Copperopolis - Ropeadope
2007 - Mistico - Fantasy
2007 - Altitude (Groundtruther) - Thirsty Ear
2008 - Baboon Strength - reapandsow
2008 - Fade - (Tim Collins featuring Charlie Hunter & Simon Lott) - Ropeadope
2010 - Gentlemen, I Neglected To Inform You You Will Not Be Getting Paid - Spire Artist Media / reapandsow